# Barossus kauppi
Barossus kauppi är en skalbaggsart som först beskrevs av Karl Adlbauer 2001.  Barossus kauppi ingår i släktet Barossus och familjen långhorningar.
Artens utbredningsområde är Madagaskar. Inga underarter finns listade.